# Каскадна реакція
Каскадна реакція (тандемна реакція) (англ. cascade reaction, tandem reaction) — в органічному синтезі — процес однореакторного одержання складних сполук, в якому поєднано кілька послідовних реакцій, які йдуть практично однозначно, приводячи до структур, де кожна попередня зумовлює утворення наступної в тих же умовах (спонтанно, типу доміно), або зі зміною режиму (температури, освітлення), або при внесенні додаткового реагенту (з виділенням проміжних продуктів). Інтермедіати таких реакцій нестабільні, вони легко трансформуються в продукти.
Приклади:
Такі реакції базуються на принципі атомної економії, відтак відповідають вимогам зеленої хімії і мають велике значення зокрема в синтезі фармацевтичних продуктів. Дозволяють одержувати сполуки, які за умов звичайного ведення процесів є важкодоступними.

## Каскадна радикальна реакція

Каскадна радикальна реакція

(рос. каскадная радикальная реакция, англ. cascade radical reaction) — каскадна хімічна реакція, що включає радикали, зокрема бірадикали, як наприклад, у каскадних радикальних циклізаціях.